# The Other Woman (album)
The Other Woman is een studioalbum dat verscheen onder de naam Renaissance. Van die band is nog maar een lid over, Michael Dunford. Deze heeft een aantal musici om zich heen verzameld en een aantal nieuwe songs opgenomen, maar ook enige successen uit het verleden. Dunford schreef alle muziek en Betty Thatcher – Newsinger verzorgde alle  teksten, een combinatie die in het verleden garant stond voor progressieve rock. Nu is het van alles wat. Annie Haslam, de “vaste zangeres” van Renaissance is er niet bij; van haar zou bijna gelijktijdig een soort soloalbum verschijnen Blessing in Disguise. Zij werd vervangen door Stephanie Adlington.

## Musici
- Stephanie Adlington – zang
- Phil Mulford – basgitaar
- Dave Dowle – slagwerk
- Stuart Bradbury – gitaar
- Rory Wilson – gitaar op Quicksilver
- Andy Spillar – toetsinstrumenten, programmeerwerk
- Michael Dunford – akoestische gitaar.

## Composities
| Nr. | Titel                  | Duur |
| --- | ---------------------- | ---- |
| 1.  | Deja vu                |      |
| 2.  | Love lies, love dies   |      |
| 3.  | Don’t talk             |      |
| 4.  | The other woman        |      |
| 5.  | Lock in on love        |      |
| 6.  | Northern lights        |      |
| 7.  | So blase               |      |
| 8.  | Quicksilver            |      |
| 9.  | May you be blessed     |      |
| 10. | Somewhere west of here |      |

Sommige albums vermelden Michael Dunford's Renaissance als bandnaam.
Studio: Renaissance (1969) · Illusion (1971) · Prologue (1972) · Ashes Are Burning (1973) · Turn of the Cards (1974) · Scheherazade and other stories (1975) · Novella (1977) · A Song for All Seasons (1978) · In the Beginning (1978) · Azure d'Or (1979) · Camera Camera (1981) · Time-Line (1983) · Tuscany (2000) · The Mystic and The Muse (ep) (2010) · Grandine il Vento (2012)
Annie Haslams Renaissance: Blessing in Disguise  (1994)
Michael Dunford's Renaissance: The Other Woman  (1994) · Ocean Gypsy (1997)
Live: Live at Carnegie Hall (1976) · Renaissance Live at the Royal Albert Hall (1977) · BBC Sessions (1999) · Day of the Dreamer (2000) · Renaissance Unplugged (2000) · In the Land of the Rising Sun (2002) · Dreams and Omens (2008) · Renaissance DeLane Lea Studios 1973 (2015) · A symphonic journey (2018)
Compilatie: Tales of 1001 Nights (Parts 1 and 2) (1990) · Da Capo (1995) · Songs from Renaissance Days (1997) · Live & Direct (2002)